# Цирмская волость
Ци́рминская волость или Цирмская волость (латыш. Cirmas pagasts) — одна из двадцати пяти территориальных единиц Лудзенского края Латвии. Находится на северо-западе края. Граничит с городом Лудза, Пуренской, Звиргзденской, Иснаудской волостями своего края и с Гришканской, Ленджской, Столеровской волостями Резекненского края. 
Волостным центром является село Тутаны (латыш. Tutāni, латг. Tutyni). До 1980-х годов центром волости (сельсовета) было село Покумина.
Расстояние от села Тутаны до краевого центра, города Лудза — 4 км.
На территории волости находится озеро Цирма.

## Население
По данным переписи населения Латвии 2011 года, из 680 жителей Цирминской волости латыши составили  55,59 % (378 чел.), русские —  38,68 % (263 чел.), белорусы —  2,79 % (19 чел.), украинцы —  1,18 % (8 чел.). 